# US Open de 1989
O US Open de 1989 foi um torneio de tênis disputado nas quadras duras do USTA Billie Jean King National Tennis Center, no Flushing Meadows-Corona Park, no distrito do Queens, em Nova York, nos Estados Unidos, entre 28 de agosto e 10 de setembro. Corresponde à 22ª edição da era aberta e à 109ª de todos os tempos.

## Finais

### Profissional
| Categoria | Evento    | Campeã(s)(o/ões)                    | Vice-campeã(s)(o/ões)          | Resultado          | Chave(s)  | Chave(s)       |
| --------- | --------- | ----------------------------------- | ------------------------------ | ------------------ | --------- | -------------- |
| Simples   | Masculino | Boris Becker                        | Ivan Lendl                     | 7–6, 1–6, 6–3, 7–6 | principal | qualificatório |
| Simples   | Feminino  | Steffi Graf                         | Martina Navrátilová            | 3–6, 7–5, 6–1      | principal | qualificatório |
| Duplas    | Masculino | John McEnroe Mark Woodforde         | Ken Flach Robert Seguso        | 6–4, 4–6, 6–3, 6–3 | principal | principal      |
| Duplas    | Feminino  | Hana Mandlíková Martina Navrátilová | Mary Joe Fernandez Pam Shriver | 5–7, 6–4, 6–4      | principal | principal      |
| Duplas    | Misto     | Robin White Shelby Cannon           | Meredith McGrath Rick Leach    | 3–6, 6–2, 7–5      | principal | principal      |

### Juvenil
| Categoria | Evento    | Campeã(s)(o/ões)                   | Vice-campeã(s)(o/ões)          | Resultado | Chave(s)  | Chave(s)       |
| --------- | --------- | ---------------------------------- | ------------------------------ | --------- | --------- | -------------- |
| Simples   | Masculino | Jonathan Stark                     | Nicklas Kulti                  | 6–4, 6–1  | principal | qualificatório |
| Simples   | Feminino  | Jennifer Capriati                  | Rachel McQuillan               | 6–2, 6–3  | principal | qualificatório |
| Duplas    | Masculino | Wayne Ferreira Grant Stafford      | Martin Damm Jan Kodeš Jr.      | 6–3, 6–4  | principal | principal      |
| Duplas    | Feminino  | Jennifer Capriati Meredith McGrath | Jo-Anne Faull Rachel McQuillan | 6–0, 6–3  | principal | principal      |